# Динотопия (сериал)
«Динотопия» (англ. Dinotopia) — американский телесериал, основанный на одноименной серии иллюстрированных книг Джеймса Герни, в которой трое американцев совершили аварийную посадку самолёта и оказались на отдаленном неизведанном острове, населенном людьми и динозаврами.

## Сюжет
Американский пилот Фрэнк Скотт со своими сыновьями Карлом и Дэвидом терпят крушение на самолёте во время тропического шторма. В результате они оказываются на острове под названием Динотопия, отдаленном и неизведанном, где люди живут бок о бок с динозаврами.
Скотты поселяются в Уотерфолл-Сити, столице Динотопии, на которую затем влияет прибытие группы под названием Аутсайдеры, которые живут вне законов Динотопии. Аутсайдеры представляют меньшую опасность, чем известные антагонисты ящеров, такие как Птеранодоны, Тираннозавры и Постозухы.

## Производство
Сериал был снят как продолжение мини-сериала «Динотопия», вышедшего в эфир в начале 2002 года. Было отснято тринадцать новых серий. Никто из актёров мини-сериала не вернулся к своим ролям. Натурные съемки длились три месяца недалеко от Будапешта, Венгрия.

## В ролях
- Эрик фон Деттен ― Карл
- Шайло Стронг — Дэвид
- Майкл Брэндон ― Фрэнк
- Омид Джалили ― дубляж Зипо
- Софи Уорд ― Розмари
- Лиза Зейн ― Лисаж
- Джонатан Хайд ― мэр Вальдо
- Джорджина Райлэнс ― Марион
- Шан Брук ― Криста